# Gonzalo Moratorio
Gonzalo Moratorio (Montevideo, Uruguay, 1982) es un virólogo uruguayo, conocido por su trabajo en el desarrollo de pruebas de diagnóstico para la COVID-19. Es director del Laboratorio de Evolución Experimental de Virus en el Institut Pasteur de Montevideo y profesor asociado en Facultad de Ciencias, Universidad de la República.

## Carrera profesional
Gonzalo Moratorio obtuvo su licenciatura en ciencias biológicas (2001-2005) y una maestría (2006-2008) en la Facultad de Ciencias de la Universidad de la República. Completó su doctorado (2009-2012) conjunto al Institut Pasteur de Montevideo, a través de PEDECIBA con investigación colaborativa realizada en la Universidad de California en San Francisco (UCSF) con enfoque en biología celular y molecular. Su trabajo se ha centrado en la evolución experimental de virus, contribuyendo significativamente a la comprensión de los mecanismos de mutación y adaptación viral. Realizó sus estudios postdoctorales en virología molecular en el Institut Pasteur de París desde 2012 hasta 2018.

## Contribución durante la pandemia de COVID-19
En 2020, fue destacado por la revista Nature como uno de los 10 científicos más importantes del año (único latinoamericano) debido a su papel en el desarrollo de pruebas de diagnóstico rápidas y económicas para el virus SARS-CoV-2. Estas pruebas permitieron a Uruguay mantener el control sobre la propagación del virus, logrando bajas tasas de contagio y mortalidad en comparación con otros países de la región.

## Reconocimientos
Debido a su contribución en la lucha contra la COVID-19, Moratorio ha recibido varios reconocimientos nacionales e internacionales. Su trabajo ha sido fundamental para la salud pública en Uruguay y ha demostrado la importancia de la investigación científica en tiempos de crisis. Moratorio ha sido coautor de más de 50 publicaciones científicas y posee patentes relacionadas con virus sintéticos de ARN como posibles vacunas.
Fue elegido miembro del Consejo del Programa Internacional de Ciencias Fundamentales de la UNESCO en 2021.

## Salud y activismo contra el cáncer
En junio de 2025, Moratorio reveló públicamente que le fue diagnosticado un tumor cerebral "muy agresivo", lo que afectó parcialmente su movilidad. Tras el diagnóstico, la startup Guska —cofundada por él y la viróloga Pilar Moreno— anunció que redirigiría sus investigaciones hacia terapias para tumores cerebrales, inspirados por su caso y por la pérdida previa de un ser querido a causa del cáncer.